# AirStation One-Touch Secure System
AirStation One-Touch Secure System（エアーステーション ワンタッチ セキュア システム）は、バッファローが発売している無線LAN機器・AirStationに導入されている無線LAN設定システムである。一般的にAOSS（エーオーエスエス）と呼ばれる。後発であるNECアクセステクニカのらくらく無線スタートと共に二大無線設定システムとして知られ、らくらく無線スタート共々Wi-FiアライアンスにWPSを策定させる遠因となった。

## 概要
2003年に発表された。無線LANのアクセスポイント（親機）と端末（子機）の両方で同時にAOSSボタンを押すだけで簡単に無線LANのセキュリティなどの設定ができる｡
ソニーの携帯ゲーム機PlayStation Portable（PSP）のインフラストラクチャモードを利用するときのアクセス先設定や任天堂・ニンテンドーDSの「ニンテンドーWi-Fiコネクション」のアクセス先設定などにAOSSモジュールが組み込まれている。PlayStation 3（20GBモデルは無線機能なし）、PlayStation 4、Wii・Wii U・ニンテンドー3DS・PlayStation Vitaにも採用されている｡
ちなみにバッファローが配布する無線LAN接続ソフト「ClientManager」のバージョン3からバッファロー製でない無線LAN端末でもAOSSで設定が出来るようになった。なお一つのSSIDには一つの無線暗号しか設定できないため、接続機器全てのうち、最も低い強度の暗号を選択する仕組みだった（たとえばCCMP(AES)方式の設定の中にWEPしか対応していないものを追加すると、全ての機器がWEPによるアクセスに変わる）が最近はマルチSSIDにより接続する機器それぞれに対して異なる暗号を設定できる機種が発売されている。なお、2009年以降のAirStationのAOSSボタンは、従来のAOSSに加えWPSにも対応している。
WPA2には対応しておらず、WPA-PSK-CCMP (AES)、WPA-PSK-TKIP、WEPに標準で対応している。

### 方法
1. ClientManagerのAOSSボタンを押す（PSP、ニンテンドーDSも同様）。
2. アクセスポイントをAOSSモードにする。これには2つの方法がある。
  1. 機器にあるAOSSボタンを押す方法。
  2. アクセスポイントにアクセスして、そのメニューにあるAOSSボタンを押す方法。

なお、AOSS/WPS両対応の場合はWPSが優先される。

### 課題
パソコンに接続した子機からAOSSを利用するためのアプリケーションソフトウェア・ClientManager（クライアントマネージャ）は、Windows 98SE以降のデスクトップおよびノートパソコンのみの対応となっている。
非対応のPCでAOSSのネットワークに参加するためには、以下に挙げるような方法が必要である。
1. AOSS対応のイーサネットコンバーターで、有線LANとして認識させる。
2. アクセスポイントのポートからAOSSの暗号を確認し、それを手入力する。

## AOSS2
2012年6月6日に発表され、それ以降に発売されるルーターの新製品に搭載される。パソコンがなくてもスマートフォンなどのAndroid・iOS端末だけで接続設定が行える。特にWPSすら対応していないiOSデバイスでは設定が飛躍的に簡単になる。WindowsとmacOSにも対応している。Google Playに標準で対応していないAndroid端末は対象外。

### 方法 (2)
1. アクセスポイントをAOSSモードにする。
2. クライアントから「!AOSS」で始まるSSIDに接続する。
3. ブラウザでAOSS2キーを入力（画面上のボタンでしか受け付けない）。
4. iOSの場合はプロファイルがインストールされ、iOS以外の場合は従来のAOSSで設定され完了となる。

## 競合技術
らくらく無線スタート - NECアクセステクニカ
AOSSはNECのらくらく無線スタートと共に二大無線設定システムとしてPSPやニンテンドーDS、Wi-Fi WINに対応した一部のKDDI・沖縄セルラー電話のau携帯電話（例・biblio（TSY01）、AQUOS SHOT SH006等）などパソコン以外のさまざまなインターネット対応機器に組み込まれている。
Wi-Fi Protected Setup
Wi-Fiアライアンスによって2007年に策定された類似の技術。バッファロー製のAirStationは2009年よりWPSに対応した。